# Enrubanneuse
 (avril 2018).
Si vous disposez d'ouvrages ou d'articles de référence ou si vous connaissez des sites web de qualité traitant du thème abordé ici, merci de compléter l'article en donnant les références utiles à sa vérifiabilité et en les liant à la section « Notes et références ».

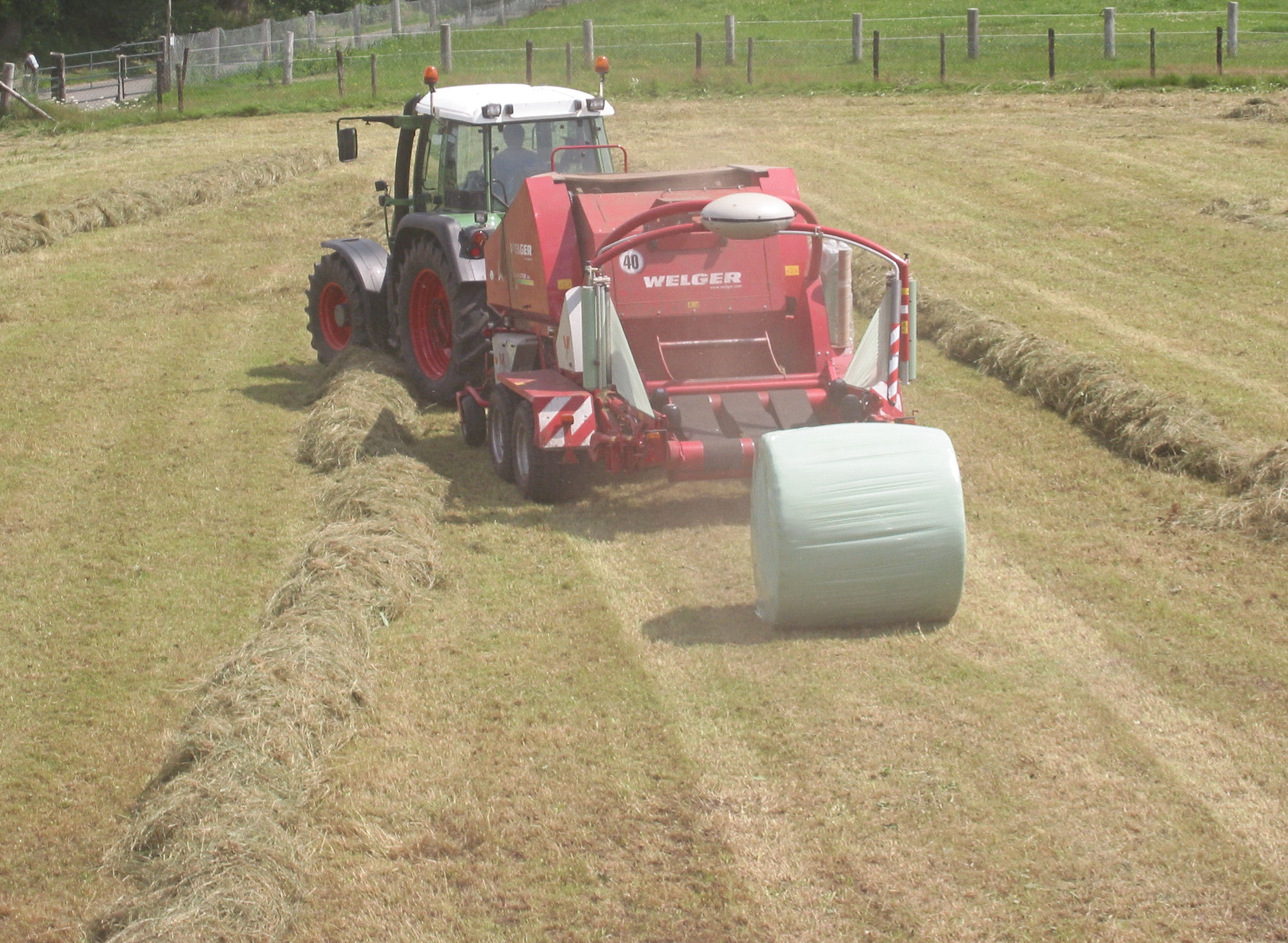
Presse enrubanneuse venant de déposer une balle.

L’enrubanneuse est un outil agricole conçu pour enrubanner, c'est-à-dire entourer les balles de fourrages d'un film plastique, pour en permettre la conservation.

## Principe de fonctionnement
Cette machine détient un bras hydraulique qui permet de prendre la balle, qu'elle soit carré ou ronde (selon le type de machine), ce bras la dépose sur un plateau tournant. Une fois le plateau tournant en route, le film plastique, fixé sur la poutre de la machine, va être attrapé par la balle, et va se dérouler ce qui va permettre l'enrubannage de la balle. 
Le produit avant enrubannage contient idéalement environ entre 50 et 70 % de matière sèche dans le cas le plus courant de l'herbe préfanée. En dessous  de 40 % le risque de butyrique augmente rapidement, et à plus de 70 % le risque principal vient des moisissures. Une fois la balle enrubannée, la conservation du fourrage va commencer par une fermentation anaérobie qui fait diminuer le pH. Le produit va permettre l'alimentation du bétail (bovins, caprins). 
Le film plastique utilisé pour l'enrubannage est de deux largeurs différentes : soit 50 cm soit 75 cm. Tout dépend de la couverture de la balle souhaitée par l'agriculteur. Plus le film est de qualité et plus la balle est couverte, plus la qualité du fourrage est élevée. Ces films sont constitués principalement de polyéthylène.  

## Types d'enrubanneuses

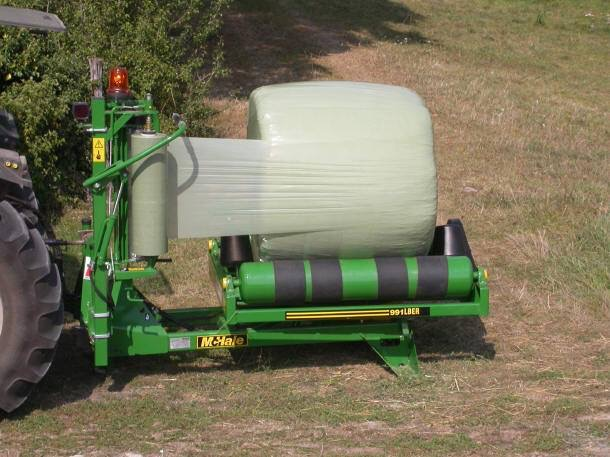
Exemple d'une enrubanneuse à balle ronde portée.

On distingue deux grandes catégories d'enrubanneuses : les enrubanneuses à balles carrées et à balles rondes.
Le choix de ces balles et du type d'enrubanneuse est fait par l'agriculteur. C'est-à-dire en fonction de ses équipements, ses méthodes et moyens de stockage, son troupeau ainsi que sa méthode de distribution de fourrages.

### Les enrubanneuses à balles rondes
Ces enrubanneuses permettent le recouvrement de balles rondes. Ces balles font entre 400 et 500 kg voire plus. Le poids varie beaucoup en fonction du taux de matière sèche, de la densité de pressage et des dimensions de la botte. L'avantage de ces balles est la facilité de distribution aux animaux, et son faible poids. Les inconvénients sont la place de stockage nécessaire, et le temps de pressage. Cependant l'enrubannage de balles rondes coûte moins cher que l'enrubannage de balles carrées, c'est dû tout simplement au coût des machines mises en œuvre pour effectuer ces travaux.

### Les enrubanneuses portées
Ce type de machine se fixe sur le relevage du tracteur. Il suffit de baisser le relevage pour prendre la balle. 

### Les enrubanneuses trainées
Ce type de machine se fixe sur le crochet d'attelage du tracteur et possède 2 roues. Un bras hydraulique va permettre de prendre la balle pour pouvoir la recouvrir.

### Les enrubanneuses sur chargeur
Ce type de machine se fixe sur le chargeur frontal du tracteur.

### Les enrubanneuses à balles rectangles
Ces machines permettent le recouvrement de balles rectangles. Ces balles font entre 400 et 600 kg voire plus. Ces balles sont de plus en plus utilisées aujourd'hui.

### Les enrubanneuses trainées
Le principe est le même que pour l'enrubanneuse trainée à balles rondes. Seule la forme de la machine change.

### Les enrubanneuses à poste fixe
Elle nécessite un tracteur pour placer les balles sur la machine. 
Ce genre de machine vaut entre 2 000 € et 10 000 €. Elles sont le plus souvent détenues par les CUMA ou les entreprises de travaux agricoles, dans le but de soulager l'éleveur dans son travail.

### Les combinés presses-enrubanneuses
Le combiné permet d'augmenter le débit du chantier en ne mobilisant qu'un seul chauffeur. L'autre avantage est qualitatif si le temps entre le bottelage et l'enrubannage est trop long ou si le bottelage n'est pas parfaitement maîtrisé. Mais la presse-enrubanneuse nécessite un tracteur plus puissant et son coût est plus élevé que les deux machines séparées.

### Les enrubanneuses en continu
Il existe aussi les enrubanneuses en continu pour réaliser des boudins. L'intérêt est la vitesse de l'enrubannage et l'économie de plastique. Les bottes rondes sont acheminées sur place et sont posées une par une sur la machine qui avance au fur et à mesure de l'enroulement du plastique.